# Kashf-e hijab

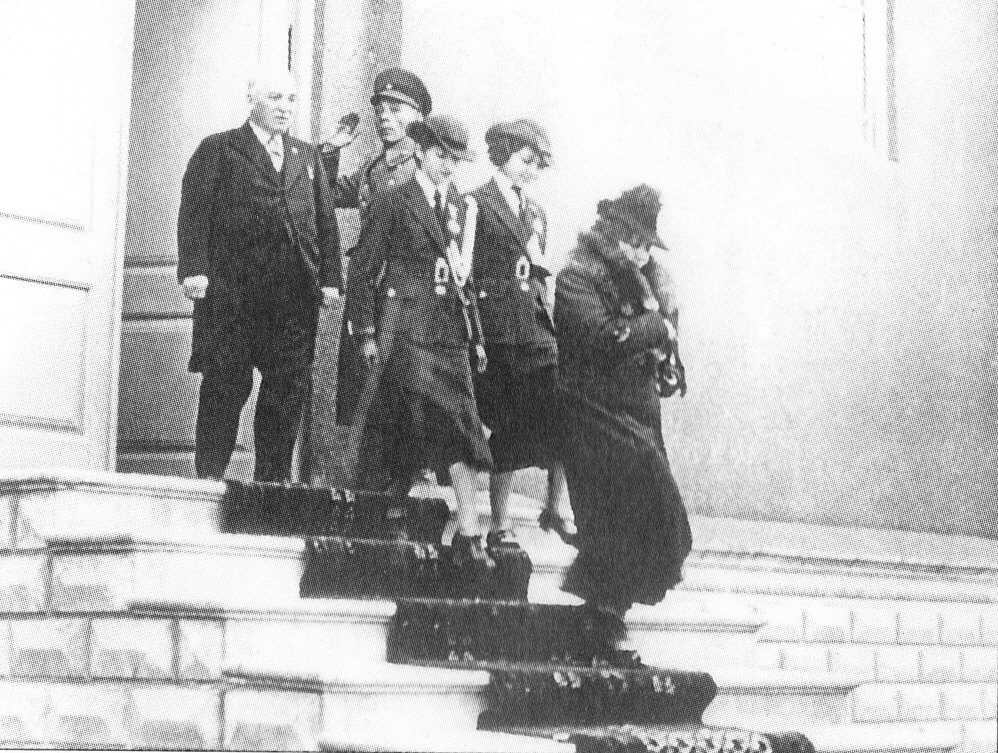
Reza Pahlavi, hans maka Tadj ol-Molouk och deras döttrar Shams och Ashraf i moderna kläder, 8 januari 1936. Shahen gav sin fru och döttrar uppgiften att agera föredöme genom att visa sig offentligt utan slöja.

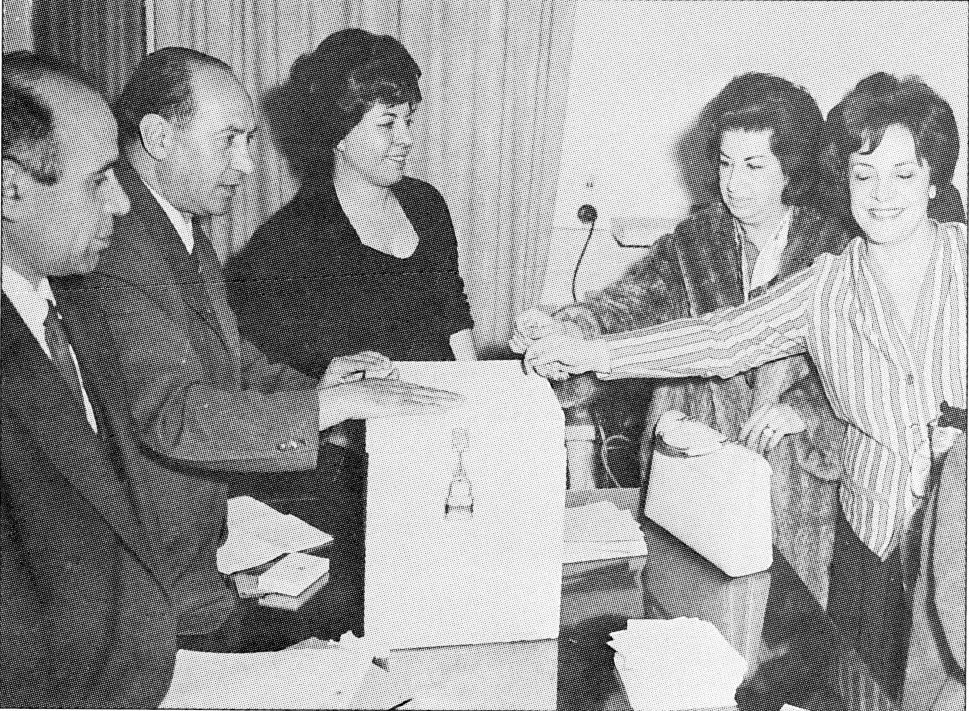
Både avskaffande av slöjan och införande av rösträtt var en del av moderniseringsreformerna. Perioden 1941-1979 var slöjan en klassmarkering. Här kvinnor ur över- eller medelklassen som röstar i det första valet kvinnor fick delta i, 1963.

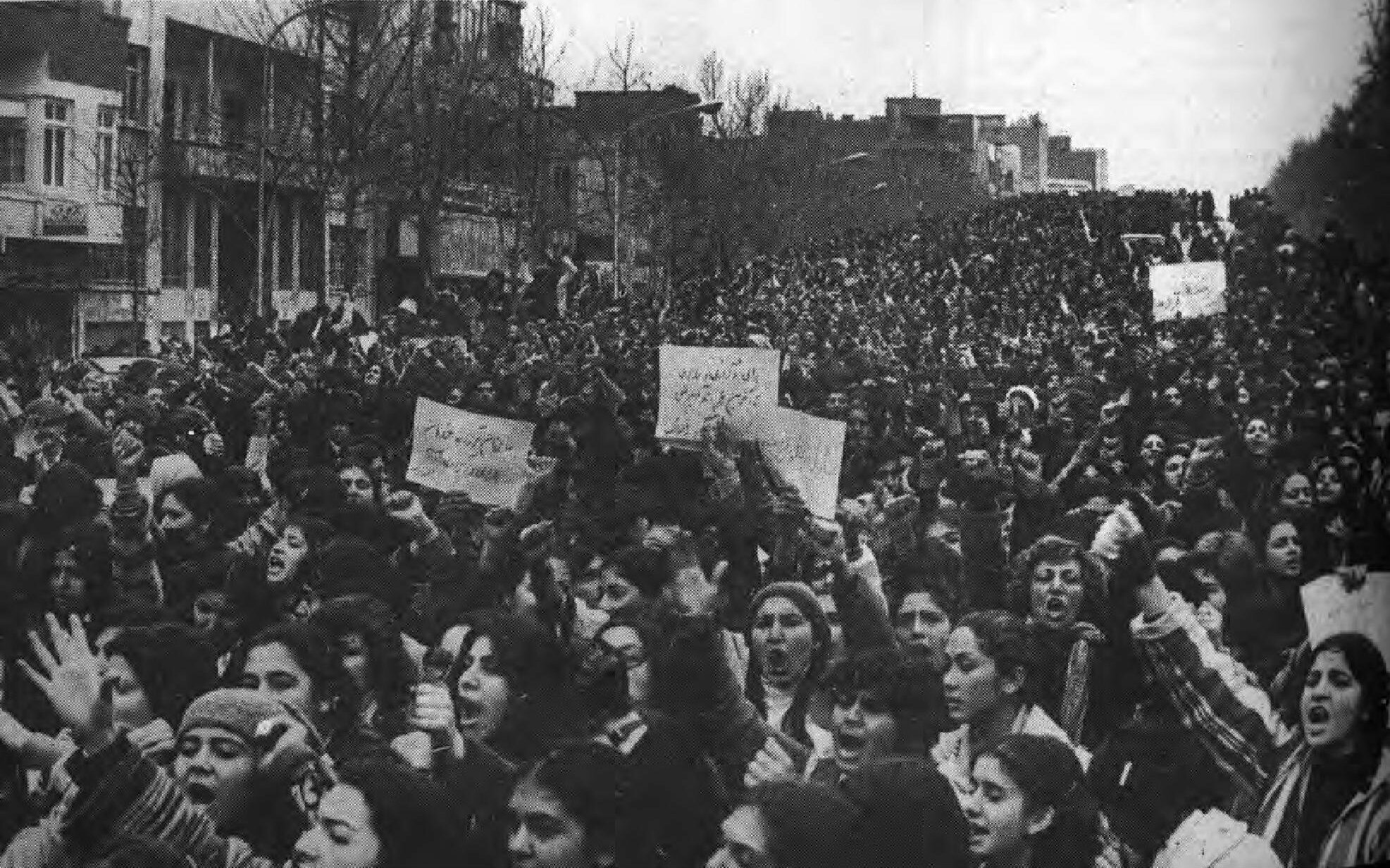
Obeslöjade kvinnor protesterar mot slöjtvånget efter revolutionen under protesterna i Teheran i mars 1979.

Kashf-e hijab (persiska: کشفِ حجاب kashf-e hejāb) är namnet på den reform införd av shahen Reza Pahlavi den 8 januari 1936, i vilken den islamska slöjan förbjöds i Iran.  Förbudet var en del av den sekulariseringsprocess som shahen hade tagit initiativ till för att modernisera Iran, och infördes parallellt med flera andra reformer: bland annat förbjöds också en del traditionella klädesplagg för män. Slöjfrågan var mycket kontroversiell i det dåtida samhället och reformen har fortsatt vara omdiskuterad i landet. 

## Historik

### Bakgrund
Under 1800-talet bars slöjan allmänt av kvinnor, då den uppfattades som nödvändig för att signalera att en kvinna var värd respekt. År 1848 hade den iranska poeten Tahereh Qorratol-Ayn uppträtt utan slöja offentligt inför en stor församling i staden Bedasht i provinsen Semnan, men hon var ett sensationellt undantag.
Under eran av slaveri i Iran (fram till 1929) bar dock kvinnliga slavar (kaniz), i enlighet med islams föreskrifter, däremot inte slöja, och följde heller inte i övrigt den könssegregering kvinnor annars underkastades, då de i egenskap av slavinnor inte ansågs ha någon heder att beskydda.
Reza Pahlavi, som tog makten 1921, hade ambitionen att göra Iran till ett modernt land med det sekulära Turkiet som förebild. Där ingick att avskaffa slöjan, som fungerade som ett sätt att isolera kvinnor från samhället. Shahen förutsåg att reformen skulle möta stort motstånd, och införde den därför gradvis. 
Innan Reza Pahlavi införde reformen var det endast en liten minoritet högutbildade, intellektuella eller feminister inom överklassen som inte bar slöja offentligt. Under 1920-talet började några få individuella kvinnor att visa sig obeslöjade offentligt. Sångerskan Qamar-ol-Moluk Vaziri bröt könssegregationen genom att 1924 börja uppträda offentligt på Grand Hotel i Teheran obeslöjad och inför en könsblandad publik. Feministen Sediqeh Dowlatabadi började från 1928 visa sig offentligt utan slöja. 
År 1926 gav shahen polisbeskydd till de individuella kvinnor som börjat visa sig offentligt utan slöja, och då handlade det om kvinnor som visade sig med hatt. 
I mars 1928 besökte drottning Tadj ol-Molouk Masumeh-moskén i Qom iklädd en chador vilken inte täckte ansiktet helt. När hon förebråddes av en mulla, fick denna mulla dagen efter en knytnäve i ansiktet av shahen personligen. Vid det afghanska kungaparets statsbesök i Iran 1928 uppträdde Afghanistans drottning Soraya Tarzi offentligt vid det iranska kungaparets sida obeslöjad. Det iranska prästerskapet bad shahen uppmana den utländska drottningen att täcka sig: när han vägrade, började det ryktas om att shahen förberedde ett avskaffande av slöjan. 
År 1933 uppmanades kvinnliga lärare att inte bära slöja, och 1935 inkluderade det även kvinnliga elever. Den statsunderstödda kvinnoföreningen Kanoun-e-Banovan drev en kampanj till stöd för reformen.

### Reformen
Den 8 januari 1936 närvarade Reza Pahlavi med Tadj ol-Molouk och parets döttrar vid en examen på en flickskola.   Detta var det första tillfället drottningen och prinsessorna visade sig offentligt utan slöja, och dagen därpå lät shahen publicera deras fotografi utan slöja i pressen.  Därefter uppmanades ämbetsmän och politiker i landet att ta med sig sina hustrur utan slöja till offentliga högtider, och reformen infördes i hela Iran.
De kvinnliga medlemmarna av kungafamiljen började efter detta datum på shahens order delta i det offentliga livet genom att närvara vid offentliga högtider, såsom nouruz, och utföra representativa uppgifter utan slöja, för att på detta sätt utgöra goda förebilder för andra kvinnor. Inom över- och medelklassen bröts slöjbruket genom att manliga anställda i fortsättningen förväntades ta med sig sina obeslöjade hustrur till företagsfester, och att de som inte gjorde detta betraktades med misstro och få sina karriärer skadade. 
Reformen infördes initialt med hårdhänta metoder: kvinnor med slöja förvägrades inträde i offentliga lokaler, och det förekom att poliser drog slöjan av kvinnor som visade sig i dem offentligt.  Lagen var mycket kontroversiell, eftersom slöjan traditionellt sågs som ett tecken på dygd och värdighet, och en kvinna som inte bar den ansågs inte ha dessa egenskaper. Kvinnorna kom därför i kläm mellan lagen och det sociala trycket, som såg dem som skamliga om de visade sig utan slöja. Reformen mötte en kraftig kritik från de flesta mullor och från konservativa köpmanskretsar i städerna, som såg den som ogudaktig och ett brott mot religionen och hedern. Lagen fick i vissa fall följden att vissa kvinnor inte gick utomhus, då de själva eller deras konservativa familjer föredrog att de stannade inne hellre än att visa sig för män utanför familjen utan slöja. Det förekom till och med att vissa religiösa kvinnor begick självmord hellre än att visa sig för män utan slöja.[källa behövs]
Kvinnor ur överklassen samt från de religiösa minoriteterna, såsom kristna, zoroastrier och judar, där ett sådant socialt tryck inte rådde, välkomnade i högre utsträckning den nya reformen. Irans feminister stödde i stort sett reformen, och flera av dess främsta företrädare och veteraner var statligt organiserade i föreningen Kanoun-e-Banovan och kampanjade aktivt till förmån för reformen.

### Effekter
Förbudet upphörde efter Reza Pahlavis abdikation år 1941. Det vanliga efter detta var att kvinnor i offentlig tjänst bar slöja privat men inte under arbetstid, samt att slöjan blev en klassfråga, då kvinnor ur överklassen och medelklassen helt lade av slöjbruket, medan kvinnor ur arbetarklassen samt ur religiösa kretsar ofta bar den.
Men slöjbruket var fortsatt illa sett av regimen då det sågs som ett tecken på konservatism och motstånd mot utveckling och framsteg, och associerades med religiositet och brist på bildning, medan obeslöjade kvinnor antogs komma från den bildade medel- eller överklassen. Det förekom också diskriminering, då till exempel att vissa restaurangägare inte ville servera kvinnliga gäster med slöja.[källa behövs]

### Efterspel
Under 1970-talet kom slöjbruket alltmer att politiseras. Pahlaviregimen såg bruket som ett tecken på ett motstånd mot sin politik och i förlängningen sin makt, vilket innebar att slöjan kom att ses som ett tecken på opposition. 
Detta gjorde att många kvinnliga oppositionella började bära slöja för att visa sin tysta opposition mot regimen, även om de tillhörde den sekulära delen av oppositionen.[källa behövs] Slöjan sågs av muslimska oppositionella som en symbol för befrielse från den västinfluerade regimens policy, som sågs som västimperialistisk och kulturkolonialistisk. 
Den religiösa delen av oppositionen växte samtidigt i antal och inflytande. Den islamistiska delen av oppositionen såg obeslöjade kvinnor som offer för en importerad modern konsumism, Gharbzadegi, som levande symboler för kulturkolonialism, som visade upp sig själva som sexuella objekt. Obeslöjade kvinnor sågs som sexuellt provocerande och beslöjade kvinnor som respektabla, vilket innebar att obeslöjade kvinnor var mer utsatta för sexuella trakasserier. Många kvinnor började därför böra slöja för att kunna delta i protesterna mot shahen vid männens sida utan att utsättas för trakasserier, något som gjorde att slöjan kom att ses som något som kunde underlätta kvinnors frigörelse. 
Under revolutionen 1979 uppstod en maktkamp mellan de olika delarna av oppositionen. Denna maktkamp slutade med att den religiösa islamistiska delen av oppositionen fick makten. Slöjan blev inte obligatorisk direkt, men under och efter revolutionen började kvinnor utsättas för trakasserier om de inte bar slöja, vilket gjorde att många såg sig tvingade att bära slöja för sin säkerhets skull. Obeslöjade kvinnor kom nu att ses som fiender till revolutionen. När ett slöjtvång först infördes utlöstes protesterna i Teheran i mars 1979, när tusentals kvinnor protesterade i sex dagar mot införandet av slöjtvång och försämrade rättigheter för kvinnor under den islamiska revolutionen. Protesterna resulterade i att slöjtvånget tillfälligt drogs tillbaka, då de konservativa ännu inte hade full kontroll vid denna tidpunkt. När de konservativa hade rensat ut den politiska vänstern och liberalerna och tagit full kontroll, återinfördes slöjtvånget: i juli 1980 tvingades kvinnor bära slöja i offentliga byggnader och på sina arbetsplatser, och från juli 1981 även utomhus på offentlig plats, något som 1983 dessutom stärktes med införandet av piskstraff för obeslöjade kvinnor. Lydnaden av dessa lagar övervakades av först medlemmar ur Islamiska revolutionens kommittéer, som patrullerade gatorna, och därefter av Irans moralpolis.

## Galleri

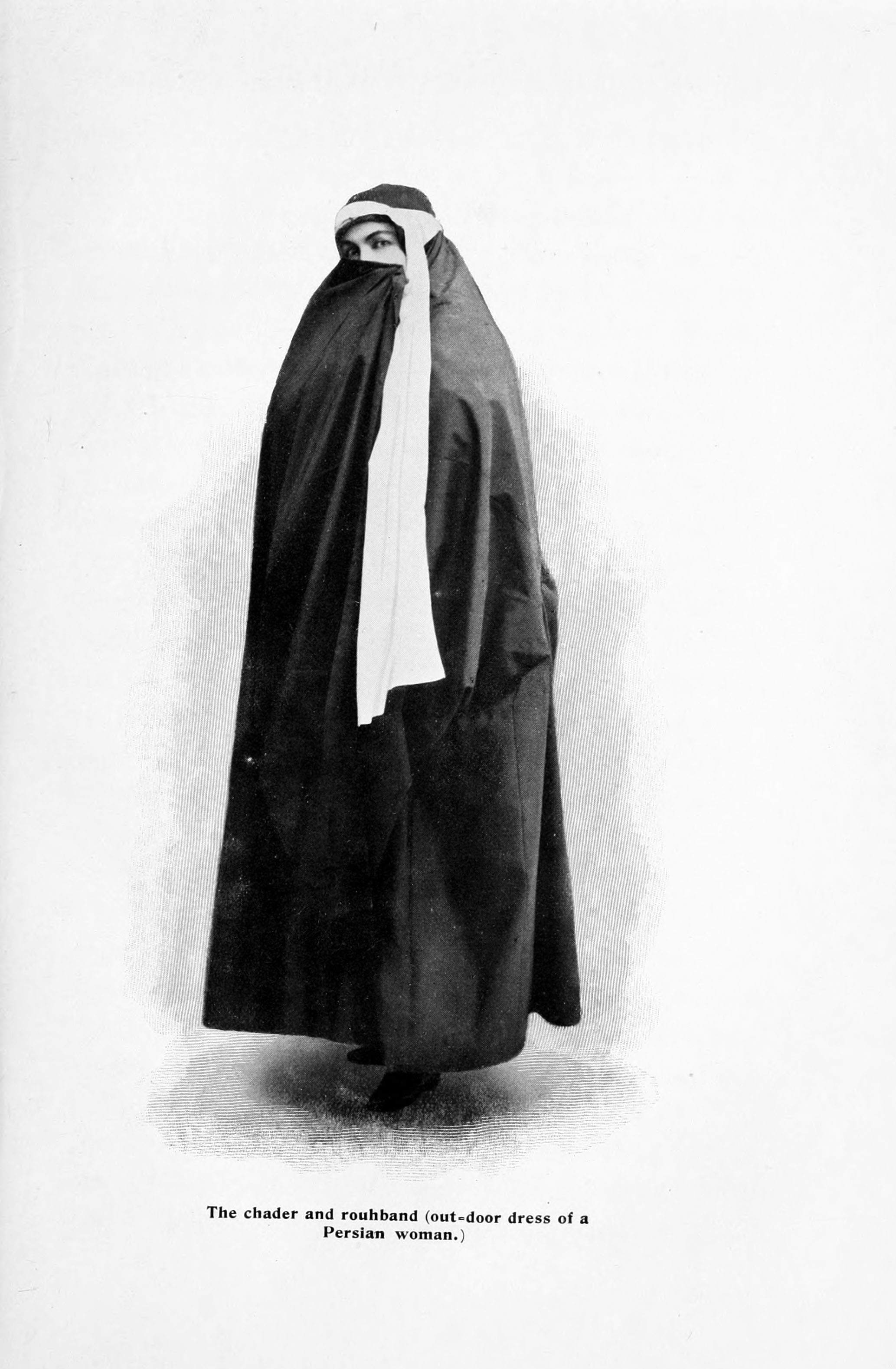
Iransk kvinna i traditionell svart chador med tunt vitt tyg som täckte över ansiktet, år 1900.
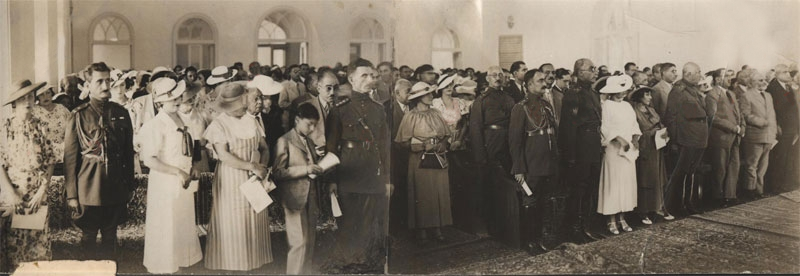
Kashf-e hijab, 1936.
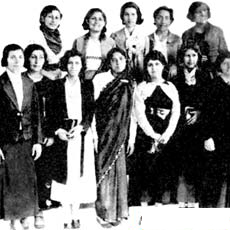
First Iranian women university
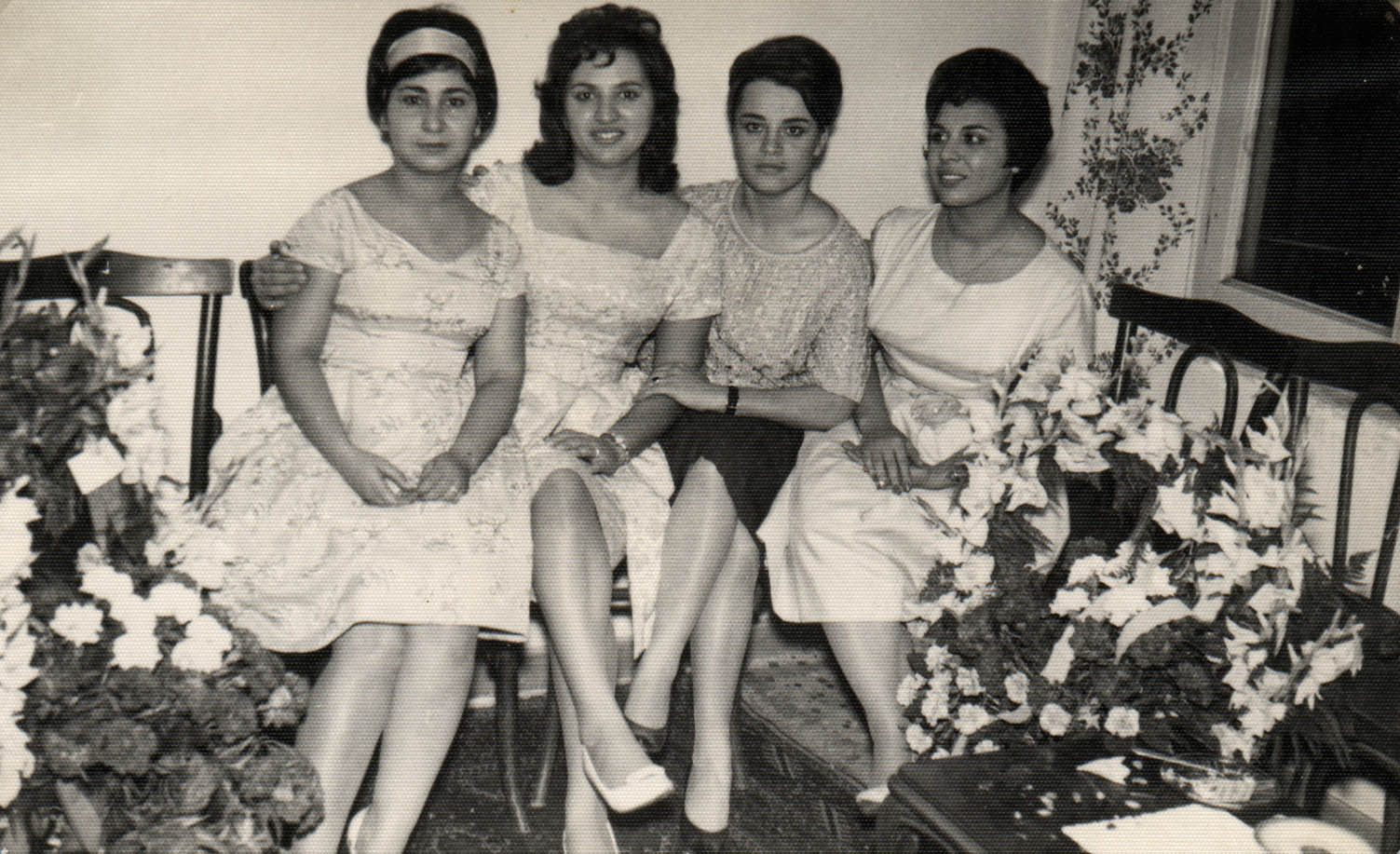
Kvinnor i 1950-talets Iran.
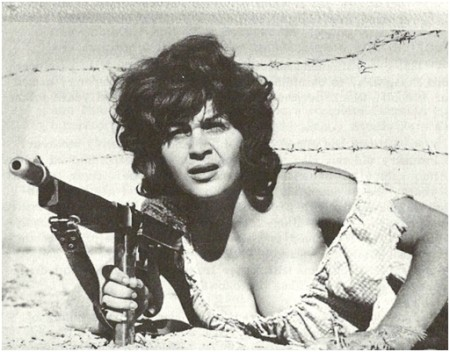
Skådespelerskan Faranak Mirghahari i filmen Ākharin gozargāh (Den sista passagen) från 1962.
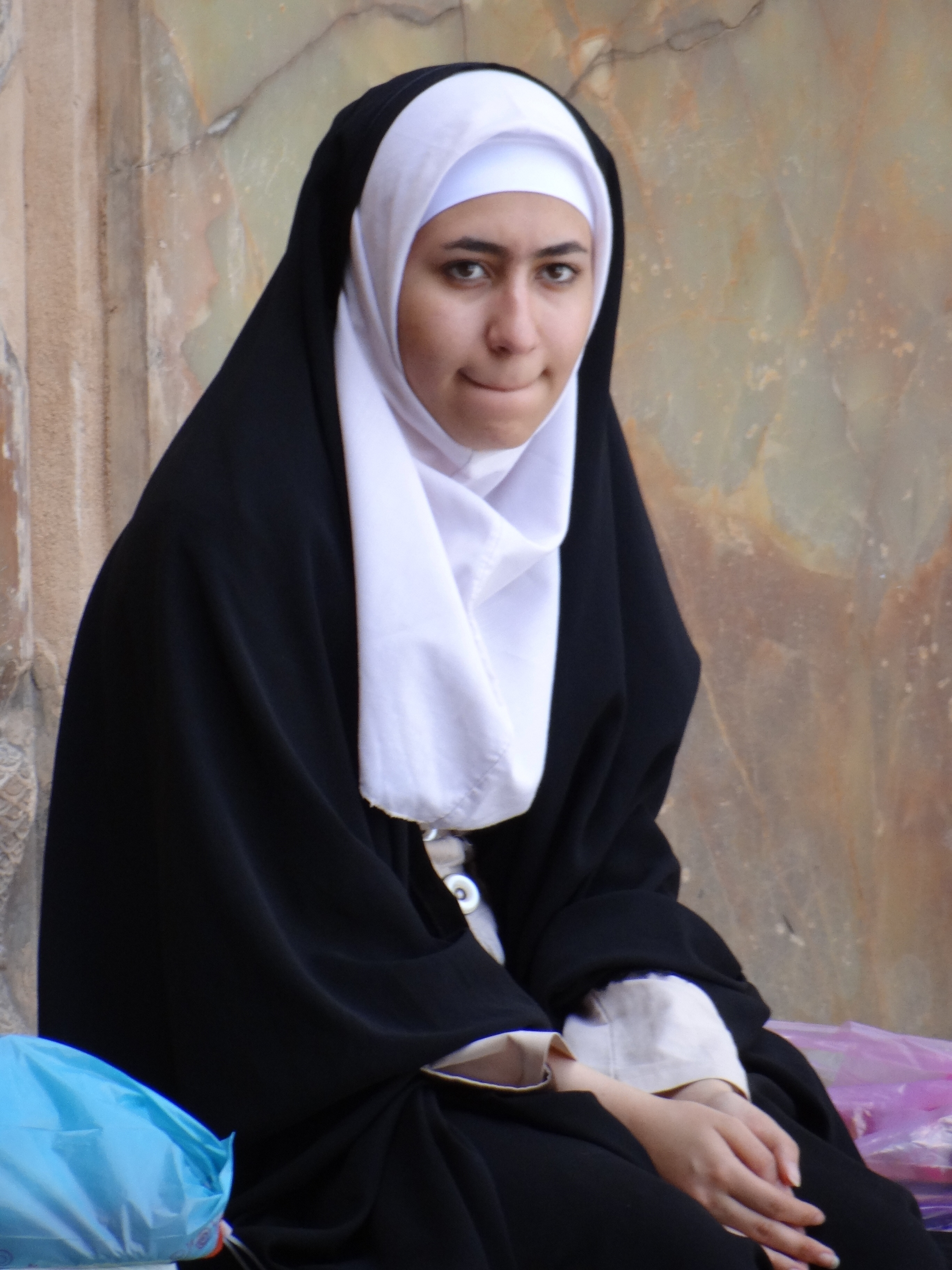
Ung kvinna i både slöja och chador, Isfahan, 2012.